# Функция (математика)

Рис. 1. График функции
.

Фу́нкция (от лат. function —  выполнение) — соответствие (отображение) между двумя множествами, при котором каждому элементу одного множества соответствует элемент другого.
Понятие функции выражает интуитивное представление о том, как одна величина полностью определяет значение другой величины.
Так, значение переменной {\displaystyle x} однозначно определяет значение выражения {\displaystyle x^{2}}.
Аналогично, заранее заданный алгоритм по значению входного данного выдаёт значение выходного данного.
Часто под термином «функция» понимается числовая функция, то есть функция, в которой значения аргумента и значения функции представляют собой числа. Эти функции удобно представлять в виде графиков.

## История
Хотя математическое понятие функции подразумевалось уже в тригонометрических таблицах, впервые идею функциональной зависимости описал Шараф ад-Дин ат-Туси (1135—1213). Он заметил, что наличие решения у кубического уравнения вида {\displaystyle x^{2}(b-x)=d} зависит от того, достигает ли выражение слева значения {\displaystyle d}. Для определения этого необходимо было найти максимум функции, в чём он преуспел.
В некотором более узком смысле термин «функция» был использован Готфридом Вильгельмом Лейбницем (1673 год). В свою очередь, Иоганн Бернулли в письме к Лейбницу придал этому термину смысл, более близкий к современному.
Первоначально понятие функции было неотличимо от понятия аналитического представления. Впоследствии появилось определение функции, данное Эйлером (1751 год), затем — у Лакруа (1806 год), — уже практически в современном виде. Наконец, общее определение функции (в современной форме, но только для числовых функций) было дано Лобачевским (1834 год) и Дирихле (1837 год).
К концу XIX века понятие функции переросло рамки числовых систем. Сначала понятие функции было распространено на векторные функции, вскоре Фреге ввёл логические функции (1879), а после появления теории множеств Дедекинд (1887) и Пеано (1911) сформулировали современное универсальное определение.

## Мотивация

Рис. 2. Функция, сопоставляющая каждой из четырёх фигур её цвет.

При рассмотрении множеств очень важной является возможность связать между собой два различных множества некоторым способом. Интуитивно это можно сделать, сопоставив элементы первого множества с элементами второго — это значит образовать пары между соответствующими друг другу элементами по известному принципу или правилу (на рис. 1 пары указаны стрелками). 

## Неформальное определение
Функцией {\displaystyle f}, определённой на множестве {\displaystyle X} со значениями в множестве {\displaystyle Y}, называют «правило» такое, что каждому элементу {\displaystyle x} из {\displaystyle X} соответствует элемент {\displaystyle f(x)}, лежащий в {\displaystyle Y} и притом только один.

### Замечания
- Принятые обозначения: {\displaystyle f\colon X\to Y}, {\displaystyle X{\stackrel {f}{\longrightarrow }}Y}, сокращённо пишут {\displaystyle f\colon x\mapsto y} или же просто {\displaystyle y=f(x)}.

- Буква {\displaystyle f} (или {\displaystyle F}, {\displaystyle \varphi } и т. д.), употребляемая в этих записях, называется характеристикой функции[12][13]. Характеристика не обозначает какой-либо величины[14]. Уравнение {\displaystyle y=f(x)} представляет любую функциональную зависимость. Иногда характеристика может обозначаться несколькими буквами типа {\displaystyle tg}, {\displaystyle log}, {\displaystyle sgn}, являясь сокращением латинского слова. Необходимость введения этих обозначений объясняется тем, что такая характеристика представляет вполне определённые (важные для математики) функциональные зависимости.

- Следует различать обозначения {\displaystyle f} и {\displaystyle f\left(x\right)}. Знак {\displaystyle f} заменяет слово "функция", в то время как {\displaystyle f\left(x\right)} есть значение функции {\displaystyle f} для {\displaystyle x\in X}.

- Графиком {\displaystyle f\colon X\to Y} называют {\displaystyle \Gamma _{f}=\{\,(x,f(x))\in X\times Y\mid x\in X\,\}}, где {\displaystyle X\times Y} — прямое произведение множеств {\displaystyle X} и {\displaystyle Y}.
  - Вообще говоря, понятия функции и её графика эквивалентны, а поскольку последнее определено математически более строго, формальным (с точки зрения теории множеств) определением функции является её график[11].

- Для функции {\displaystyle f\colon X\to Y}:
  - множество {\displaystyle X} называется о́бластью задания или областью определения функции, обозначается {\displaystyle D(f)} или {\displaystyle \mathrm {dom} \,f};
  - каждый элемент {\displaystyle x} множества {\displaystyle X} называется независимой переменной или аргументом функции;
  - элемент {\displaystyle y=f(x)}, соответствующий фиксированному элементу {\displaystyle x}, называется частным значением функции в точке[15] {\displaystyle x}.
  - множество всех частных значений {\displaystyle \{\,f(x)\in Y\mid x\in X\,\}}, называется о́бластью значе́ний функции, обозначается {\displaystyle E(f)} или {\displaystyle \mathrm {ran} \,f};
  - множество {\displaystyle Y}, содержащее все значения (но не обязательно ограничивающееся ими), называется областью прибытия функции, обозначается {\displaystyle \mathrm {cod} \,f}

- Функцию {\displaystyle f}, для которой {\displaystyle D(f)\equiv E(f)}, называют отображением заданного множества в себя или преобразованием, в частности, если {\displaystyle \forall x\in D(f):f(x)=x}, то говорят о тождественном преобразовании, часто обозначаемом {\displaystyle \operatorname {id} _{X}}.

- Если используется термин оператор, то говорят, что оператор {\displaystyle f} действует из множества {\displaystyle X} в множество {\displaystyle Y} и добавляют запись {\displaystyle y=fx}.

- Если хотят подчеркнуть, что правило соответствия считается известным, то говорят, что на множестве {\displaystyle X} задана функция {\displaystyle f}, принимающая значения из {\displaystyle Y}. Если функция {\displaystyle f} должна находиться в результате решения какого-нибудь уравнения, то говорят, что {\displaystyle f} — неизвестная или неявно заданная функция. При этом функция всё равно считается заданной, хотя и косвенно.

- Функции {\displaystyle f} и {\displaystyle g} считают равными, если совпадают их области определения ({\displaystyle D_{f}=D_{g}}) и для любой точки {\displaystyle x} из {\displaystyle D_{f}} справедливо {\displaystyle f\left(x\right)=g\left(x\right)}, т. е. функции {\displaystyle f} и {\displaystyle g} в этой точке принимают одинаковые значения. Функции {\displaystyle f} и {\displaystyle g} не равны тогда и только тогда, когда не совпадают их области определения ({\displaystyle D_{f}\neq D_{g}}) или найдётся такая точка {\displaystyle x} из {\displaystyle D_{f}}, что {\displaystyle f\left(x\right)\neq g\left(x\right)}[16].

- Поскольку равенство функций (в любом её определении) включает в себя не только совпадение правил соответствия между элементами множеств, но и совпадение областей задания, то функции {\displaystyle f_{1}(x)=x\colon \mathbb {R} \to \mathbb {R} } и {\displaystyle f_{2}(x)=x\colon \mathbb {R} ^{+}\to \mathbb {R} }, где {\displaystyle \mathbb {R} } — множество вещественных чисел, а {\displaystyle \mathbb {R} ^{+}} — множество положительных вещественных чисел, являются разными функциями.

- Также существует и операторное обозначение функции {\displaystyle y=x^{f}}, которое можно встретить в общей алгебре.

- В лямбда-исчислении Чёрча для функции используется обозначение {\displaystyle \lambda x.y}.

### Функции нескольких переменных

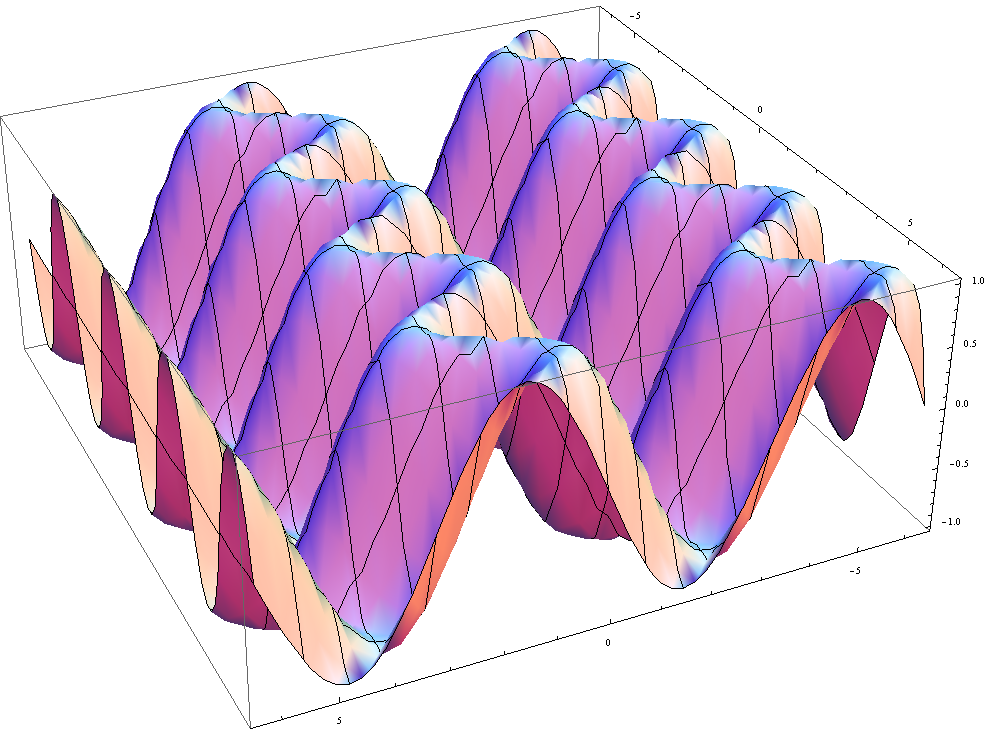
График функции двух переменных

Вообще говоря, функция может быть задана на декартовом произведении нескольких множеств, в таком случае имеют дело с функцией нескольких переменных.
Если множество {\displaystyle X} представляет собой декартово произведение множеств {\displaystyle X_{1},\;X_{2},\;\ldots ,\;X_{n}}, тогда отображение {\displaystyle f\colon X\to Y} (где {\displaystyle Y} — множество вещественных чисел), оказывается {\displaystyle n}-местным отображением; при этом элементы упорядоченного набора {\displaystyle x=(x_{1},\;x_{2},\;\ldots ,\;x_{n})} называются аргументами (данной {\displaystyle n}-местной функции), каждый из которых пробегает своё множество:
{\displaystyle x_{i}\in X_{i}} где {\displaystyle \forall i:1\leqslant i\leqslant n}.
В этом случае запись {\displaystyle y=f(x)} означает, что {\displaystyle y=f(x_{1},\;x_{2},\;\ldots ,\;x_{n})}.

## Способы задания функции

### Аналитический способ
Функцию можно задать с помощью аналитического выражения (например, формулой). В этом случае её обозначают как соответствие в форме равенства.
Например, функция, заданная одной формулой:
{\displaystyle f(x)=x^{2}+a\sin(x)-{\frac {\pi }{\ln(x)}}\;\;(a\in \mathbb {R} );}
Пример кусочно-заданной функции:
{\displaystyle f(x)=|x|={\begin{cases}x,\;\forall x\geqslant 0,\\-x,\;\forall x<0;\end{cases}}}
Пример неявно заданной функции:
{\displaystyle f(x)=y:x^{2}+y^{2}=R^{2}\;(R\in \mathbb {R} ,\;R\geqslant 0);}

### Графический способ

График

Функцию можно также задать с помощью графика. Пусть {\displaystyle y=f(x_{1},x_{2},\ldots ,x_{n})\;} — вещественная функция {\displaystyle n} переменных. Тогда её графиком является множество точек в {\displaystyle (n+1)}-мерном пространстве: {\displaystyle \{(x_{1},x_{2},\ldots ,x_{n},f(x_{1},x_{2},\ldots ,x_{n}))\}}. Это множество точек часто является гиперповерхностью. В частности, при {\displaystyle n=1} график функции в некоторых случаях может быть изображён кривой в двумерном пространстве.
Для функций трёх и более аргументов такое графическое представление не применимо. Однако и для таких функций можно придумать наглядное полугеометрическое представление (например, каждому значению четвёртой координаты точки сопоставить некоторый цвет на графике, как бывает на графиках комплексных функций).

### Перечисление значений
Функцию на конечном множестве можно задать таблицей значений — непосредственным указанием её значений для каждого из элементов области определения. Такой способ применяется, например, для задания булевых функций. Фактически этот способ также является заданием графика функции, если график функции {\displaystyle f\colon A\to B} рассматривать как множество упорядоченных пар вида {\displaystyle (x,f(x))}.

## Общие свойства

### Композиция отображений
Пусть заданы два отображения таких, что множество значений первого является подмножеством области задания второго. Тогда последовательное действие первого и второго отображений на всякий аргумент первого отображения однозначно сопоставляет элемент из области значений второго отображения:
{\displaystyle f\colon X\to Y,\;\;g\colon K\to Z\;\;(Y\subset K)\;\Rightarrow \exists \;h\colon X\to Z,\;\;h(x)=g(f(x))\;\;(\forall x\in X)}
В таком случае, {\displaystyle h} называется композицией отображений {\displaystyle f} и {\displaystyle g}, оно обозначается выражением {\displaystyle g\circ f}, которое читается «{\displaystyle g} после {\displaystyle f}». Вообще говоря, композиция некоммутативна: {\displaystyle g(f(x))\neq f(g(x)),} или {\displaystyle g\circ f\neq f\circ g.}

### Инъекция
Функция {\displaystyle f\colon X\to Y} называется инъективной (или просто инъекцией), если любым двум различным элементам {\displaystyle x_{1},\,x_{2}} из множества {\displaystyle X} сопоставляются так же различные (неравные) элементы из множества {\displaystyle Y}. Более формально, функция {\displaystyle f} инъективна, если из {\displaystyle f(x_{1})=f(x_{2})\;\Rightarrow x_{1}=x_{2}}. Иначе говоря, {\displaystyle f} инъективна, если {\displaystyle \forall x_{1},x_{2}\in X:x_{1}\neq x_{2}\Rightarrow f(x_{1})\neq f(x_{2})}.

### Сюръекция
Функция {\displaystyle f\colon X\to Y} называется сюръективной (или просто сюръекцией), если каждому элементу множества {\displaystyle Y} может быть сопоставлен хотя бы один элемент множества {\displaystyle X}. То есть функция {\displaystyle f} сюръективна, если {\displaystyle \forall y\in Y\;\exists x\in X:f(x)=y}.
Такое отображение называется ещё отображением множества {\displaystyle X} на множество {\displaystyle Y}. Если условие сюръективности нарушается, то такое отображение называют отображением множества {\displaystyle X} в множество {\displaystyle Y}.

### Биекция
Функция, одновременно сюръективная и инъективная, называется биективной или взаимно однозначной (коротко биекцией).

### Обратная функция
Если функция {\displaystyle f\colon X\to Y} является биекцией, то существует {\displaystyle f^{-1}\colon Y\to X}, для которой {\displaystyle x=f^{-1}(y)\;\Leftrightarrow y=f(x)}.
Функция {\displaystyle f^{-1}} в таком случае называется обратной по отношению к {\displaystyle f}; кроме того, {\displaystyle f^{-1}} также биективна.
Так как {\displaystyle f} инъекция, то {\displaystyle f^{-1}} вообще говоря функция, из сюръекции {\displaystyle f} следует в свою очередь, что {\displaystyle f^{-1}} задана на {\displaystyle Y}. Функция {\displaystyle f^{-1}} инъективна, поскольку {\displaystyle f} функция, сюръективность же её следует из её определения.
В общем случае, отображение, у которого существует обратное, называется обратимым. Свойство обратимости заключается в одновременном выполнении двух условий: {\displaystyle f^{-1}\circ f=\operatorname {id} _{X}} и {\displaystyle f\circ f^{-1}=\operatorname {id} _{Y}}.

### Сужение и продолжение функции
Пусть дано отображение {\displaystyle f\colon X\to Y} и множество {\displaystyle M\subsetneq X,} являющееся строгим подмножеством множества {\displaystyle X.}
Отображение {\displaystyle g\colon M\to Y}, которое принимает на {\displaystyle M} те же значения, что и функция {\displaystyle f}, называется суже́нием (или иначе ограничением) функции {\displaystyle f} на множество {\displaystyle M}.
Сужение функции {\displaystyle f} на множество {\displaystyle M} обозначается как {\displaystyle f{\big |}_{M}}.
При этом исходная функция {\displaystyle f,} напротив, называется продолжением функции {\displaystyle g} на множество {\displaystyle X}.

## Образ и прообраз

### Образ и прообраз (при отображении), значение в точке
Элемент {\displaystyle y=f(x)}, который сопоставлен элементу {\displaystyle x}, называется образом элемента (точки) {\displaystyle x} (при отображении {\displaystyle f}) или значением отображения {\displaystyle f} в точке {\displaystyle x}.
Если взять целиком подмножество {\displaystyle A} области задания функции {\displaystyle f}, то совокупность образов всех элементов этого множества, то есть подмножество области значений (функции {\displaystyle f}) вида
{\displaystyle f(A):=\{f(x)\colon x\in A\}},
называется образом множества {\displaystyle A} при отображении {\displaystyle f}. Это множество иногда обозначается как {\displaystyle f[A]} или {\displaystyle A^{f}}.
Образ всей области определения функции называется образом функции или, если функция является сюръекцией, вообще называется областью значений функции.
И, наоборот, взяв некоторое подмножество {\displaystyle B} в области значений функции {\displaystyle f}, можно рассмотреть совокупность всех элементов области задания функции {\displaystyle f}, чьи образы попадают в множество {\displaystyle B}, то есть множество вида
{\displaystyle f^{-1}(B):=\{x\colon f(x)\in B\}},
которое называется (полным) прообразом множества {\displaystyle B} (при отображении {\displaystyle f}).
В частности, когда множество {\displaystyle B} состоит из одного элемента — допустим, {\displaystyle B=\{y\}}, — то множество {\displaystyle f^{-1}(\{y\})=\{x\colon f(x)=y\}} имеет более простое обозначение {\displaystyle f^{-1}(y)}.

### Свойства образов и прообразов

#### Свойства образов
Пусть {\displaystyle A} и {\displaystyle B} — подмножества области задания функции {\displaystyle f\colon X\to Y}. Тогда образы множеств {\displaystyle A} и {\displaystyle B} при отображении {\displaystyle f} обладают следующими свойствами:
- {\displaystyle f[\varnothing ]=\varnothing };
- {\displaystyle A\neq \varnothing \Rightarrow f[A]\neq \varnothing };
- {\displaystyle A\subseteq B\Rightarrow f[A]\subseteq f[B]}.
- образ объединения множеств равен объединению образов: {\displaystyle f[A\cup B]=f[A]\cup f[B];}
- образ пересечения множеств является подмножеством пересечения образов: {\displaystyle f[A\cap B]\subseteq f[A]\cap f[B]}.

Последние два свойства допускают обобщение на любое количество множеств.
Если отображение обратимо (см. выше), то прообраз каждой точки области значений одноточечный, поэтому для обратимых отображений выполняется следующее усиленное свойство для пересечений:
- образ пересечения равен пересечению образов: {\displaystyle f[A\cap B]=f[A]\cap f[B]}.

#### Свойства прообразов
Пусть {\displaystyle A} и {\displaystyle B} — подмножества множества {\displaystyle Y}. Тогда прообразы множеств {\displaystyle A} и {\displaystyle B} при отображении {\displaystyle f\colon X\to Y} обладает следующими двумя очевидными свойствами:
- прообраз объединения равен объединению прообразов: {\displaystyle f^{-1}[A\cup B]=f^{-1}[A]\cup f^{-1}[B]};
- прообраз пересечения равен пересечению прообразов: {\displaystyle f^{-1}[A\cap B]=f^{-1}[A]\cap f^{-1}[B]}.

Данные свойства допускают обобщение на любое количество множеств.

## Поведение

### Возрастание и убывание
Пусть дана функция {\displaystyle f\colon M\subseteq \mathbb {R} \to \mathbb {R} .} Тогда
- функция {\displaystyle f} называется неубывающей на {\displaystyle M}, если

{\displaystyle (\forall x,y\in M)\ x>y\Rightarrow f(x)\geq f(y);}
- функция {\displaystyle f} называется невозраста́ющей на {\displaystyle M}, если

{\displaystyle (\forall x,y\in M)\ x>y\Rightarrow f(x)\leq f(y);}
- функция {\displaystyle f} называется возраста́ющей на {\displaystyle M}, если

{\displaystyle (\forall x,y\in M)\ x>y\Rightarrow f(x)>f(y);}
- функция {\displaystyle f} называется убыва́ющей на {\displaystyle M}, если

{\displaystyle (\forall x,y\in M)\ x>y\Rightarrow f(x)<f(y);}
Невозрастающие и неубывающие функции называются (нестрого) монотонными, а возрастающие и убывающие функции — строго монотонными. Для произвольной функции можно найти промежутки монотонности — подмножества области определения, на которых функция так или иначе (строгость выбирается в большинстве случаев договорно) монотонна.

### Периодичность
Функция {\displaystyle f\colon M\to N} называется периодической с пери́одом {\displaystyle T\not =0}, если выполняется равенство
{\displaystyle f(x+T)=f(x),\quad \forall x,x+T\in M}.
Поскольку периодическая с периодом {\displaystyle T} функция также периодична с периодами вида {\displaystyle nT\;(n\in \mathbb {N} )}, то {\displaystyle T} вообще говоря, наименьший период функции.
Если это равенство не выполнено ни для какого {\displaystyle T\in M,\,T\not =0}, то функция {\displaystyle f} называется апериоди́ческой.

### Чётность
- Функция {\displaystyle f\colon X\to \mathbb {R} } называется нечётной, если справедливо равенство

{\displaystyle f(-x)=-f(x),\quad \forall x\in X.}
График нечётной функции симметричен относительно начала координат.
- Функция {\displaystyle f} называется чётной, если справедливо равенство

{\displaystyle f(-x)=f(x),\quad \forall x\in X.}
График чётной функции симметричен относительно оси ординат.

### Экстремумы функции
Пусть задана функция {\displaystyle f\colon X\to \mathbb {R} } и точка {\displaystyle x_{0}\in X} — внутренняя точка области задания {\displaystyle f.} Тогда
- {\displaystyle x_{0}} называется точкой локального максимума, если существует окрестность {\displaystyle M} точки {\displaystyle x_{0}} такая, что
{\displaystyle \forall x\in M,x\neq x_{0}\colon \quad f(x)<f(x_{0});}
- {\displaystyle x_{0}} называется точкой локального минимума, если существует окрестность {\displaystyle M} точки {\displaystyle x_{0}} такая, что
{\displaystyle \forall x\in M,x\neq x_{0}\colon \quad f(x)>f(x_{0}).}

## Функции в теории множеств
В зависимости от того, какова природа области задания и области значений, различают следующие случаи областей:
- абстрактные множества — множества без какой-либо дополнительной структуры;
- множества, которые наделены некоторой структурой.

В абстрактом случае рассматриваются отображения в самом общем виде и решаются наиболее общие вопросы — например, о сравнении множеств по мощности: если между двумя множествами существует взаимно однозначное отображение (биекция), то эти множества называют эквивалентными или равномощными.
Это позволяет провести классификацию множеств по их мощностям, причём наименьшие из них в порядке увеличения таковы:
- конечные множества — здесь мощность множества совпадает с количеством элементов;
- счётные множества — множества, эквивалентные множеству натуральных чисел;
- множества мощности континуума (например, отрезок вещественной прямой или сама вещественная прямая).

Таким образом получаются следующие виды отображений — по мощности области определения:
- конечные функции — отображения конечных множеств;
- последовательности — отображение счётного множества в произвольное множество;
- континуальные функции — отображения несчётных множеств в конечные, счётные или несчётные множества.

В случае функций над множествами с дополнительной структурой основным объектом рассмотрения является заданная структура (где элементы множества наделены каким-то дополнительными свойствами, которые связывают эти элементы, — например, в группах, кольцах, линейных пространствах) и то, что происходит с этой структурой при отображении: если при взаимно однозначном отображении сохраняются свойства заданной структуры, то говорят, что между двумя структурами установлен изоморфизм. Таким образом, изоморфные структуры, заданные в различных множествах, вообще говоря, невозможно различить, поэтому в математике принято говорить, что данная структура рассматривается «с точностью до изоморфизма».
Существует большое разнообразие структур, которые могут быть заданы на множествах. Сюда относится:
- структура порядка — частичный или линейный порядок элементов множества;
- алгебраическая структура — группоид, полугруппа, группа, кольцо, тело, область целостности или поле, заданные на элементах множества;
- структура метрического пространства — на элементах множества задаётся функция расстояния;
- структура евклидового пространства — на элементах множества задаётся скалярное произведение;
- структура топологического пространства — на множестве задаётся совокупность «открытых множеств» (которые не содержат свою границу);
- структура измеримого пространства — на множестве задаётся сигма-алгебра подмножеств исходного множества (например, посредством задания меры с данной сигма-алгеброй в качестве области задания функции)

Функции с каким-либо конкретным свойством могут не существовать на тех множествах, которые не обладают соответствующей структурой. Например, чтобы сформулировать такое свойство, как непрерывность функции, заданной на множестве, на этом множестве нужно задать топологическую структуру. 

## Вариации и обобщения

### Частично определённые функции
Частично определённой функцией {\displaystyle f} из множества {\displaystyle X} в множество {\displaystyle Y} называется функция {\displaystyle f\colon X'\to Y} с областью задания {\displaystyle X'={\rm {Dom}}f\subsetneq X}.
Некоторые авторы могут под само́й функцией подразумевать лишь её сужение — такое, чтобы на «суженной» области определения функция была определена целиком. Это имеет свои преимущества: например, возможна запись {\displaystyle f\colon \mathbb {R} \to \mathbb {R} }, где {\displaystyle f(x)=1/x,} — в этом случае имеется в виду {\displaystyle \mathop {\rm {Dom}} f=\mathbb {R} \backslash \{0\}}.

### Многозначные функции
Заданному значению аргумента должно соответствовать ровно одно значение функции, что связано с самим определением функции. Но, несмотря на это, нередко можно встретить так называемые многозначные функции. В действительности это не более чем удобное обозначение функции, область значений которой сама является семейством множеств.
Пусть {\displaystyle f\colon X\to \mathbb {B} }, где {\displaystyle \mathbb {B} } — семейство подмножеств множества {\displaystyle Y}. Тогда {\displaystyle f(x)} будет множеством для всякого {\displaystyle x\in X}.
Функция однозначна, если каждому значению аргумента соответствует единственное значение функции. Функция многозначна, если хотя бы одному значению аргумента соответствует два или более значений функции.